# Ithkuil
Vous lisez un « article de qualité » labellisé en 2019.
L'ithkuil est une langue construite expérimentale et philosophique conçue par John Quijada depuis 1978. Le mot « iţkuîl », romanisé en « ithkuil » (en anglais : /ɪθˈkʊˌil/ ; en ithkuil : /ˈɪθ.kʊ.il/, en français : potentiellement /is.kujl/ ou /it.kujl/) signifie « représentation hypothétique du langage ».
Pour Quijada, la conception de cette langue s'articule autour de trois points :
- la pensée humaine traite beaucoup plus d'informations qu'elle n'en exprime dans les langues naturelles ;
- toutes les langues naturelles connaissent l'imprécision, l'ambiguïté, la  redondance et l'arbitraire : l'ithkuil essaye donc de les limiter afin d'exprimer le plus explicitement possible l'intention du locuteur ;
- pour exprimer une grande quantité d'information au moyen d'éléments distincts, les mots ithkuils sont d'une grande complexité morphologique, et afin d'éviter que ces mots ne soient trop longs, les signifiants de base tendent à être très courts (souvent un seul phonème, voire seulement un tonème) bien que la concision ne soit pas un but per se de cette langue.

Quijada précise bien dans son introduction que la grammaire et le lexique de sa langue ont été conceptualisés d'un ensemble de catégories cognitives auxquelles il s'est efforcé de trouver une expression linguistique la plus explicite et concise possible (d'où l'utilisation de morphèmes souvent très courts), et ce indépendamment de leur correspondance ou non avec les langues naturelles. Si l'ithkuil possède un système phonologique descriptible dans les mêmes termes que celui de n'importe quelle langue naturelle et peut de ce fait être utilisé de même, c'est cependant une langue expérimentale qui n'a pas été conçue pour être parlée, mais pour explorer une manière dont le langage humain pourrait fonctionner.

## Caractéristiques linguistiques

### Phonologie

#### Système phonologique
Comme le remarque David J. Peterson, la phonologie de l'ithkuil peut d'abord faire penser au travail d'un novice en idéolinguistique, car il distingue des consonnes sur un nombre irréaliste de points d'articulations (en réalité, certaines langues naturelles ont un système consonantique assez similaire à celui de l'ithkuil, comme les langues du Nord du Caucase). À l'instar de certaines langues comme le finnois, l'orthographe restitue très fidèlement la prononciation. 
Comme les signifiants de base en ithkuil sont très brefs, chaque phonème peut constituer un morphème à lui seul (ce phénomène existe dans des langues comme l'abkhaze où les morphèmes sont souvent très courts).
Là où l'hawaïen dispose de 18 phonèmes, l'anglais d'environ 42 et le français d'environ 33 (en fonction des dialectes), l'ithkuil en a 58 (45 consonnes et 13 voyelles).

##### Consonnes
Une des particularités remarquables du système consonantique de l'ithkuil est d'avoir quatre séries d'occlusives et d'affriquées : sonores, sourdes, sourdes aspirées, sourdes glottalisées. Ces séries ne présentent pas de lacunes, à l'exception des occlusives uvulaires qui n'ont pas de représentant sonore. Contrairement au français, <d t n> représentent des articulations dentales et non alvéolaires.
| Point d'articulation → Mode d'articulation ↓ | Point d'articulation → Mode d'articulation ↓ | Labial    | Dental    | Alvéolaire | Alvéolaire | Post-alvéolaire | Rétroflexe | Palatal | Vélaire   | Uvulaire  | Glottal |
| Point d'articulation → Mode d'articulation ↓ | Point d'articulation → Mode d'articulation ↓ | Labial    | Dental    | Central    | Latéral    | Post-alvéolaire | Rétroflexe | Palatal | Vélaire   | Uvulaire  | Glottal |
| -------------------------------------------- | -------------------------------------------- | --------- | --------- | ---------- | ---------- | --------------- | ---------- | ------- | --------- | --------- | ------- |
| Nasal                                        | Nasal                                        | /m/ ‹m›   | /n̪/ ‹n›   |            |            |                 |            |         | /ŋ/ ‹ň›   |           |         |
| Occlusif                                     | Voisé                                        | /b/ ‹b›   | /d̪/ ‹d›   |            |            |                 |            |         | /g/ ‹g›   |           |         |
| Occlusif                                     | Sourd                                        | /p/ ‹p›   | /t̪/ ‹t›   |            |            |                 |            |         | /k/ ‹k›   | /q/ ‹q›   | /ʔ/ ‹’› |
| Occlusif                                     | Aspiré                                       | /pʰ/ ‹pʰ› | /t̪ʰ/ ‹tʰ› |            |            |                 |            |         | /kʰ/ ‹kʰ› | /qʰ/ ‹qʰ› |         |
| Occlusif                                     | Éjectif                                      | /pʼ/ ‹pʼ› | /t̪ʼ/ ‹tʼ› |            |            |                 |            |         | /kʼ/ ‹kʼ› | /qʼ/ ‹qʼ› |         |
| Affriqué                                     | Voisé                                        |           |           | /d͡z/ ‹ż›   |            | /d͡ʒ/ ‹j›        |            |         |           |           |         |
| Affriqué                                     | Sourd                                        |           |           | /t͡s/ ‹c›   |            | /t͡ʃ/ ‹č›        |            |         |           |           |         |
| Affriqué                                     | Aspiré                                       |           |           | /t͡sʰ/ ‹cʰ› |            | /t͡ʃʰ/ ‹čʰ›      |            |         |           |           |         |
| Affriqué                                     | Éjectif                                      |           |           | /t͡sʼ/ ‹c’› |            | /t͡ʃʼ/ ‹č’›      |            |         |           |           |         |
| Fricatif                                     | Voisé                                        | /v/ ‹v›   | /ð/ ‹dh›  | /z/ ‹z›    |            | /ʒ/ ‹ž›         |            |         |           |           |         |
| Fricatif                                     | Sourd                                        | /f/ ‹f›   | /θ/ ‹ṭ›   | /s/ ‹s›    | /ɬ/ ‹ļ›    | /ʃ/ ‹š›         |            | /ç/ ‹ç› | /x/ ‹x›   | /χ/ ‹xh›  | /h/ ‹h› |
| Spirant                                      | Spirant                                      |           |           |            | /l/ ‹l›    |                 |            | /j/ ‹y› | /w/ ‹w›   | /ʁ̞/ ‹ř›   |         |
| Battu                                        | Battu                                        |           |           |            |            |                 | /ɽ/ ‹r›    |         |           |           |         |

##### Voyelles et diphtongues
Il existe treize timbres vocaliques et six degrés d'aperture, ce qui est un nombre élevé (le système le plus courant comporte cinq timbres pour trois degrés d'aperture /a e i o u/). L'ithkuil ignore les voyelles nasalisées. L'opposition de longueur n'intéresse qu'une partie du système : /ɪ/ vs /iː/, /ɛ/ vs /eː/, /ɔ/ vs /oː/ et /ʊ/ vs /uː/. Les longues sont d'un degré d'aperture plus fermées que les brèves correspondantes.
| Point d'articulation → Aperture ↓ | Antérieur | Antérieur | Central | Postérieur | Postérieur |
| Point d'articulation → Aperture ↓ | Normal    | Réduit    | Central | Réduit     | Normal     |
| --------------------------------- | --------- | --------- | ------- | ---------- | ---------- |
| Fermée                            | /iː/ ‹î›  |           | /ʉ/ ‹ü› |            | /uː/ ‹û›   |
| Pré-fermée                        |           | /ɪ/ ‹i›   |         | /ʊ/ ‹u›    |            |
| Mi-fermée                         | /eː/ ‹ê›  |           |         |            | /oː/ ‹ô›   |
| Moyenne                           | /ø̞/ ‹ö›   |           | /ə/ ‹ë› |            |            |
| Mi-ouverte                        | /ɛ/ ‹e›   |           |         |            | /ɔ/ ‹o›    |
| Ouverte                           |           |           | /ä/ ‹a› |            | /ɑ/ ‹â›    |

L'ithkuil comporte également les 12 diphtongues suivantes : /äɪ̯/, /ɛɪ̯/, /əɪ̯/, /ɔɪ̯/, /ø̞ɪ̯/, /ʊɪ̯/, /äʊ̯/, /ɛʊ̯/, /əʊ̯/, /ɪʊ̯/, /ɔʊ̯/, /ø̞ʊ̯/, toutes fermantes (l'élément principal est en première position) et descendantes (le premier élément est plus ouvert que le second, sauf pour /ʊɪ̯/ et /ɪʊ̯/ où les deux ont la même aperture). Comme toutes les diphtongues, elles constituent une syllabe unique (la langue se déplace durant l'émission de la voyelle, d'où le changement de timbre). 
Toute autre succession vocalique (comme celle dans iţkuîl par exemple) provoque un hiatus, c'est-à-dire la succession de deux voyelles appartenant à deux syllabes distinctes (dans certains cas bien particuliers, une diphtongue peut aussi se scinder en deux voyelles hiatussées).
En outre, les sonantes /l/, /m/, /n/, /ŋ/ et /r/ peuvent être syllabiques, c'est-à-dire constituer le noyau d'une syllabe, rôle le plus souvent tenu par une voyelle.

#### Prosodie
De façon générale, l'accent porte sur l'une des quatre dernières syllabes du mot. 
Par défaut, l'accent se situe sur l'avant-dernière syllabe. Le déplacement accentuel (stress shift en anglais) a un rôle morphologique en ithkuil : il peut alors se retrouver sur la dernière syllabe ou sur l'antépénultième (avant-avant-dernière), et occasionnellement même sur la pré-antépénultième (soit la quatrième syllabe en partant de la fin du mot).
On considère que les mots monosyllabiques portent l'accent par défaut, sur l'avant-dernière. Le déplacement d'accent sur l'antépénultième ou la finale se matérialise par l'adjonction d'une voyelle a soit avant (dans le premier cas), soit après le mot (dans le second cas).
L'ithkuil est également une langue tonale. Le ton de base, neutre, est un ton par défaut sans rôle morphophonologique : c'est le ton moyen. Il existe six autres tons fonctionnels, qui ont eux un rôle morphophonologique : haut, bas, montant, descendant, montant-descendant et descendant-montant. 
Chaque mot comporte une syllabe accentuée avec un de ces tons fonctionnels. Les syllabes qui suivent la syllabe accentuée portent le même ton que cette syllabe, tandis que les syllabes pré-accentuelles portent le ton neutre.

#### Phonotaxe et structure syllabique
La syllabisation de l'ithkuil suit ces trois règles générales :
- lorsqu'une consonne non-syllabique se trouve entre deux voyelles, elle constitue toujours l'attaque de la deuxième syllabe ;
- un groupe de deux consonnes situé entre deux voyelles est toujours à cheval sur deux syllabes : la première consonne constitue la finale de la première syllabe, la deuxième consonne l'attaque de la syllabe suivante ;
- pour un groupe intervocalique de trois consonnes, la 1re et la 3e consonne appartiennent toujours à des syllabes différentes ; le statut de la consonne du milieu est variable car elle peut se lier soit à la 1re, soit à la 3e (elle appartient alors à la syllabe de la consonne à laquelle elle est liée) :
  - si un seul des deux groupes possibles est permis par la phonotaxe, elle appartient à la syllabe de la consonne avec laquelle elle forme le groupe permis ;
  - si les deux groupes possibles sont permis, la consonne appartient à la syllabe à laquelle elle est liée morphologiquement.

L'ithkuil permet les mots asyllabiques sans voyelle, constitués d'une à trois consonnes. La consonne finale (et initiale dans le cas d'un mot formé d'une seule consonne) doit être une nasale /m n ŋ/, la liquide /l/ ou une consonne fricative sourde /f θ s ʃ ç x χ ɬ/.

### Grammaire

#### Aperçu général
L'ithkuil est une langue typiquement agglutinante, avec des unités signifiantes de base brèves (parfois réduites à un seul phonème, des éléments non phonémiques comme les tonèmes et la prosodie jouant aussi un rôle morphologique), ce qui lui donne une grande concision.
Les catégories qui nous sont familières de verbes et noms n'existent pas à proprement parler, car ce ne sont pas en ithkuil des catégories cognitivement distinctes.
Dans le but d'être le plus précis possible, l'ithkuil possède un très grand nombre d'aspects linguistiques distincts. De ce fait, six ordres de mots différents sont valables, l'accent tonique et un système de tons sont distinctifs.
Très agglutinant, l'ithkuil peut comprendre des mots uniquement composés d'affixes (ou de morphèmes liés, ce qui revient au même). Il utilise une racine consonantale (monoconsonantale pour les pronoms, mais généralement biconsonantale ou triconsonantale ailleurs) inspirée de la racine sémitique.
Les verbes sont décomposés en vingt-deux catégories grammaticales (en comparaison, l'anglais et le français n'en ont que six : le temps, l'aspect, la personne, le nombre, le mode et la voix) ; là où les langues ne distinguent que le mode, l'ithkuil verra par exemple le mode et l'illocution (ce qui fait la différence entre l'attitude et l'objectif du locuteur).
L'intention du locuteur peut être affinée dans le discours en usant d'un ou plusieurs des 1 728 affixes facultatifs prévus à cet effet ; l'ironie est notamment marquée par le suffixe verbal « -’kçç » et une hyperbole par « ’m ». Le changement d'une seule voyelle de la racine peut permettre la distinction entre l'expectative (« j'ai vu et je m'y attendais ») et le bien-fondé contextuel (« j'ai vu et c'est normal »), pour ne citer qu'une des nombreuses distinctions possibles. Ces aspects, à l'instar du reste de la multitude d'aspects existants, sont divisés en neuf degrés (par exemple, le troisième degré du suffixe de bien-fondé contextuel suggère l'inadéquation sociale, en deçà du scandale mais au-delà de la surprise),.
La vocation des affixes ithkuils dépasse de loin celle des affixes qu'on trouve dans les langues naturelles. Ils servent par exemple à la gestion des propositions relatives, qui sont placées là où un nom décliné serait positionné, tandis que le verbe, placé au début de la proposition, est décliné lui aussi (si la proposition principale continue après la proposition relative, un suffixe supplémentaire peut être ajouté).
L'ithkuil ne distingue que deux parties du discours : les formatifs (anglais : formatives) et les compléments (anglais : adjuncts). Les premiers peuvent constituer des noms ou des verbes selon la dérivation de la racine et en fonction du contexte morphosyntaxique.
Le fonctionnement de l'ithkuil revisite si profondément celui des langues naturelles[réf. souhaitée] qu'il n'y existe pas d'équivalent pour les verbes « être » et « avoir » (ce dernier étant exprimé au moyen d'une construction possessive, comme en russe, en hongrois ou encore en finnois), ni « oui » et « non » (les affixes de biais pouvant être utilisés de manière autonome pour cela).

#### Syntaxe
L'ordre des mots par défaut en ithkuil est VSO ou VOS, mais peut varier pour diverses raisons grammaticales, par exemple à cause des cas possessifs ou associatifs, de manière à séparer les subordonnées, préserver l'euphonie ou limiter la taille des mots. C'est au niveau de la syntaxe que se fait la rhématisation : le rhème est toujours placé immédiatement après le verbe.

#### Morphologie des formatifs
La morphologie des formatifs présente de nombreuses catégories grammaticales sans équivalent proche dans les langues naturelles, et chacune d'elles contient une série d'affixes facultatifs — au nombre total de 1 728 — permettant d'en exprimer la teneur exacte. Ces catégories affixales, qui gèrent notamment la quantification, sont les suivantes :
| Catégorie     | Indication                                                                    |
| ------------- | ----------------------------------------------------------------------------- |
| Configuration | Gère la similarité physique et les relations entre les éléments d'un ensemble |
| Affiliation   | Gère la fonction subjective et/ou le rôle des éléments d'un ensemble          |
| Perspective   | Gère la délimitation d'un ensemble d'éléments                                 |
| Extension     | Gère la partie d'un ensemble à laquelle le discours fait référence            |
| Essence       | Gère l'abstraction d'un ensemble d'éléments                                   |
| Contexte      | Gère la pertinence existentielle de l'ensemble (symbolicité, etc.)            |
| Désignation   | Gère la permanence de l'ensemble                                              |

De surcroît, l'ithkuil dispose de 96 cas grammaticaux pouvant infléchir aussi bien les formatifs verbaux que nominaux, et dont voici un dénombrement décomposé en groupes selon le rôle qu'ils tiennent :
| Catégorie    | Indication | Nombre de cas |
| ------------ | --- | ------------- |
| Transrelatif | Sert à l'identification des participants au formatif verbal                                                             | 11            |
| Associatif   | Gère les relations non possessives entre les formatifs nominaux et les relations adverbiales avec les formatifs verbaux | 32            |
| Possessif    | | 7             |
| Temporel     | | 15            |
| Spatial      | | 6             |
| Vocatif      | | 1             |
| Comparatif   | | 24            |

Il existe enfin une série d'affixes tenant de la morphologie verbale car ils ne peuvent s'appliquer qu'aux formatifs verbaux ; ils sont départagés sous la forme des groupes suivants.
| Catégorie  | Indication                                                                                          |
| ---------- | --------------------------------------------------------------------------------------------------- |
| Fonction   | Gère la relation qu'entretient le formatif verbal avec son ou ses formatifs nominaux                |
| Mode       | Gère l'attitude et la perspective du discours, ou son degré de factualité                           |
| Illocution | Gère le but général du discours (déclaration, question, avertissement, requête, etc.)               |
| Relation   | Gère les propositions relatives                                                                     |
| Phase      | Gère le modèle temporel du discours ou de l'acte mentionné                                          |
| Sanction   | Gère le degré de véracité (assertion, allégation, contre-argument, réfutation, etc.)                |
| Valence    | Gère la relation de deux entités différentes au formatif verbal                                     |
| Version    | Gère l'orientation du discours vers un objectif, et, si ce dernier est attesté, son accomplissement |
| Validation | Gère l'évidence étayant le discours                                                                 |
| Aspect     | Gère le contexte temporel du formatif verbal                                                        |
| Biais      | Gère l'attitude émotionnelle du locuteur rapport au discours                                        |

La morphologie des noms réserve notamment des rôles syntactiques aux actants, qui peuvent être agent, patient, forcé, instrument, etc..
Ci-dessous, quelques exemples du mot « phal » (/pʰal/) décliné avec les affixes dans la catégorie de la configuration.
| Affixe       | Ithkuil | Ithkuil    | Traduction                                                                                             |
| Affixe       | Mot     | Phonétique | Traduction                                                                                             |
| ------------ | ------- | ---------- | --- |
| Uniplexe     | phal    | /pʰal/     | Un arbre                                                                                               |
| Duplexe      | phall   | /pʰall̩/    | Une paire d'arbres                                                                                     |
| Discret      | phatļ   | /pʰatɬ/    | Un groupe d'arbres similaires Un bosquet                                                               |
| Aggrégatif   | phaļ    | /pʰaɬ/     | Un groupe d'arbres dissimilaires Une forêt                                                             |
| Segmentatif  | phaļļ   | /pʰaɬː/    | Un groupe d'arbres similaires organisés de manière logique                                             |
| Componentiel | phařļ   | /pʰaʁ̞ɬ/    | Un groupe d'arbres dissimilaires organisés de manière logique                                          |
| Cohérent     | phask   | /pʰask/    | Un groupe d'arbres similaires assemblés en une entité cohérente                                        |
| Composite    | phašk   | /pʰaʃk/    | Un groupe d'arbres dissimilaires assemblés en une entité cohérente Une jungle                          |
| Multiforme   | phakţ   | /pʰakθ/    | Un groupe d'arbres dissimilaires, désorganisés, sans résultat cohérent ni décisif Un fourré, un maquis |

#### Morphologie des compléments
Les compléments, qui présentent une nature hautement synthétique, sont décomposés en compléments verbaux et en compléments de référence personnelle ; ces derniers, qui sont l'équivalent des pronoms, sont eux-mêmes départagés entre les référents singuliers et les référents duels.

### Vocabulaire
Neuf cents racines sont documentées dans le lexique du site officiel. Grâce à dix-huit infixes de base, ces 900 racines peuvent être développées en 3 600 racines étendues — compte tenu des contraintes phonotactiques — formant la base du vocabulaire ithkuil et pouvant constituer jusqu'à 16 200 mots (toutefois, seuls un millier se sont vu assigner une traduction précise jusqu'ici),.

#### Formation des mots
Les racines ithkuil sont choisies de manière systématique pour désigner des concepts clés : les mots « voir », « vision », « apercevoir », « discerner », etc. partageront par exemple la même racine.
La base sémantique du vocabulaire ithkuil est la racine consonantale (anglais : root), inspirée de la racine sémitique, qui est constituée de une à quatre consonnes (toutefois, les racines quadriconsonantales, quoique disponibles, ne se sont pas vues attribuer de signification). La racine peut devenir une racine étendue (anglais : stem) grâce à une série de treize affixes facultatifs ainsi qu'une altération tonique et une altération tonale également optionnelles (la position de l'accent tonique peut par exemple déterminer le degré de permanence, c'est-à-dire éclaircir si l'objet du discours ne dure qu'en son sein ou au-delà).
La dérivation des mots depuis la racine dépend de trois concepts intégrés dans la langue : la théorie du prototype (voir ci-dessous), la logique floue et la catégorisation radiale. Ces concepts ont tous pour objectif d'établir des distinctions morphologiques là où les langues naturelles les font au niveau lexical, tout en créant un fondement dynamique et synergétique à l'ithkuil.

##### Degrés de catégorisation radiale
La catégorisation radiale établit une liste de neuf degrés permettant par exemple de dériver systématiquement les mots « foule », « groupe », « troupe », « club », « association », « assemblée », « rassemblement », ou bien les mots pour « humide », « mouillé », « trempé », « moite », « sec », « desséché », dans les deux cas à partir d'une racine unique. Les degrés peuvent être utilisés de manière adverbiale ou adjectivale.

##### Complémentarité
Les versions holistiques et complémentaires sont le moyen utilisé par l'ithkuil pour implémenter la théorie du prototype et ainsi limiter la taille du vocabulaire : des mots de « bas niveau », donc spécifiques, seront dérivés de mots de « haut niveau » (qui sont les racines) plutôt que d'utiliser un mot à part.
Contrairement aux langues indo-européennes qui considèrent certains concepts comme basiques et inamovibles, l'ithkuil base toute la formation de son vocabulaire sur la complémentarité, de sorte que la dérivation des mots peut suivre une logique constante de mise en opposition et de sous-catégories. 
Quijada montre cette complémentarité avec l'exemple du mot « trou », qui peut avoir deux significations (une entrée séparant deux espaces, ou une discontinuité de la matière).  Cette distinction faite entre la fonction et la nature d'un « trou » peut être reflétée par les versions complémentaires d'un mot ithkuil. La complémentarité s'applique de manière variable à toutes les racines, de sorte qu'un concept ne peut être exprimé sans considération pour sa source, aucune impression sans le sens permettant de la remarquer, aucun contenu sans son contenant, etc.. Parmi d'autres distinctions que les versions complémentaires peuvent faire parmi les versions holistiques, on peut citer « manger » qui sera départagé entre « nourriture » et « ingestion », ou « mesurer » qui sera départagé entre « mesure » (le résultat) et « mesure » (l'action).
Il existe trois versions holistiques de chaque racine, numérotées de un à trois ; la première correspond à la manifestation la plus générique de la racine, tandis que les deux suivantes sont généralement associées à des usages plus précis. Chaque version holistique est décomposée en deux versions complémentaires. Les versions holistiques et leurs versions complémentaires sont indiquées par des préfixes ajoutés directement à la racine, comme l'illustrent les tableaux suivants.
|          | Racine                                       | Racine                                       | Racine                                      | Racine                                      | Racine                                     | Racine                                     |
| -------- | -------------------------------------------- | -------------------------------------------- | ------------------------------------------- | ------------------------------------------- | ------------------------------------------ | ------------------------------------------ |
| Ithkuil  | -mm-                                         | -mm-                                         | -mm-                                        | -mm-                                        | -mm-                                       | -mm-                                       |
| Français | « membre de la famille nucléaire »           | « membre de la famille nucléaire »           | « membre de la famille nucléaire »          | « membre de la famille nucléaire »          | « membre de la famille nucléaire »         | « membre de la famille nucléaire »         |
|          | Version holistique no 1                      | Version holistique no 1                      | Version holistique no 2                     | Version holistique no 2                     | Version holistique no 3                    | Version holistique no 3                    |
| Ithkuil  | (a)mm-                                       | (a)mm-                                       | emm-                                        | emm-                                        | umm-                                       | umm-                                       |
| Français | « membre générique de la famille nucléaire » | « membre générique de la famille nucléaire » | « membre masculin de la famille nucléaire » | « membre masculin de la famille nucléaire » | « membre féminin de la famille nucléaire » | « membre féminin de la famille nucléaire » |
|          | Versions complémentaires                     | Versions complémentaires                     | Versions complémentaires                    | Versions complémentaires                    | Versions complémentaires                   | Versions complémentaires                   |
| Ithkuil  | omm-                                         | âmm-                                         | ömm-                                        | êmm-                                        | îmm-/ûmm                                   | ômm-                                       |
| Français | « parent »                                   | « enfant »                                   | « père »                                    | « fils »                                    | « mère »                                   | « fille »                                  |

|          | Racine                                   | Racine                                      | Racine                              | Racine                              | Racine                                               | Racine                                                  |
| -------- | ---------------------------------------- | ------------------------------------------- | ----------------------------------- | ----------------------------------- | ---------------------------------------------------- | ------------------------------------------------------- |
| Ithkuil  | -q-                                      | -q-                                         | -q-                                 | -q-                                 | -q-                                                  | -q-                                                     |
| Français | « forme de vie animale supérieure »      | « forme de vie animale supérieure »         | « forme de vie animale supérieure » | « forme de vie animale supérieure » | « forme de vie animale supérieure »                  | « forme de vie animale supérieure »                     |
|          | Version holistique no 1                  | Version holistique no 1                     | Version holistique no 2             | Version holistique no 2             | Version holistique no 3                              | Version holistique no 3                                 |
| Ithkuil  | (a)q-                                    | (a)q-                                       | eq-                                 | eq-                                 | uq-                                                  | uq-                                                     |
| Français | « forme de vie animale supérieure »      | « forme de vie animale supérieure »         | « humain »                          | « humain »                          | « forme de vie animale supérieure non humaine »      | « forme de vie animale supérieure non humaine »         |
|          | Versions complémentaires                 | Versions complémentaires                    | Versions complémentaires            | Versions complémentaires            | Versions complémentaires                             | Versions complémentaires                                |
| Ithkuil  | oq-                                      | âq-                                         | öq-                                 | êq-                                 | îq-/ûq                                               | ôq-                                                     |
| Français | « forme de vie animale supérieure mâle » | « forme de vie animale supérieure femelle » | « homme »                           | « femme »                           | « forme de vie animale supérieure non humaine mâle » | « forme de vie animale supérieure non humaine femelle » |

### Système numérique
Le système numérique ithkuil est centésimal, c'est-à-dire de base 100 (ce qu'on retrouve de manière marginale dans la numération indienne). Chaque nombre de 1 à 100 s'écrit avec un caractère spécifique — un « chiffre » —, qui exprime l'unité dans sa partie supérieure et la dizaine dans sa partie inférieure. Un nombre compris entre 101 et 9 999 s'écrira donc avec deux caractères en ithkuil, et non trois ou quatre comme en français.
L'ithkuil n'admet pas le zéro : une quantité nulle est exprimée par une simple négation, ou par un affixe de nullité. Aussi les puissances de 100 sont-elles toutes écrites avec un caractère spécifique.
Les nombres de 1 à 100 de l'ithkuil sont les suivants (en souligné est indiquée la racine des unités).
|    | Ithkuil |    | Ithkuil |    | Ithkuil |    | Ithkuil |    | Ithkuil |    | Ithkuil |    | Ithkuil |    | Ithkuil |    | Ithkuil |       | Ithkuil |
| -- | ------- | -- | ------- | -- | ------- | -- | ------- | -- | ------- | -- | ------- | -- | ------- | -- | ------- | -- | ------- | ----- | ------- |
| 1  | llal    | 11 | llalik  | 21 | llalök  | 31 | llalek  | 41 | llalîk  | 51 | llalak  | 61 | llalûk  | 71 | llalok  | 81 | llalük  | 91    | llaluk  |
| 2  | ksal    | 12 | ksalik  | 22 | ksalök  | 32 | ksalek  | 42 | ksalîk  | 52 | ksalak  | 62 | ksalûk  | 72 | ksalok  | 82 | ksalük  | 92    | ksaluk  |
| 3  | ţkal    | 13 | ţkalik  | 23 | ţkalök  | 33 | ţkalek  | 43 | ţkalîk  | 53 | ţkalak  | 63 | ţkalûk  | 73 | ţkalok  | 83 | ţkalük  | 93    | ţkaluk  |
| 4  | pxal    | 14 | pxalik  | 24 | pxalök  | 34 | pxalek  | 44 | pxalîk  | 54 | pxalak  | 64 | pxalûk  | 74 | pxalok  | 84 | pxalük  | 94    | pxaluk  |
| 5  | sţal    | 15 | sţalik  | 25 | sţalök  | 35 | sţalek  | 45 | sţalîk  | 55 | sţalak  | 65 | sţalûk  | 75 | sţalok  | 85 | sţalük  | 95    | sţaluk  |
| 6  | cqal    | 16 | cqalik  | 26 | cqalök  | 36 | cqalek  | 46 | cqalîk  | 56 | cqalak  | 66 | cqalûk  | 76 | cqalok  | 86 | cqalük  | 96    | cqaluk  |
| 7  | nsal    | 17 | nsalik  | 27 | nsalök  | 37 | nsalek  | 47 | nsalîk  | 57 | nsalak  | 67 | nsalûk  | 77 | nsalok  | 87 | nsalük  | 97    | nsaluk  |
| 8  | fyal    | 18 | fyalik  | 28 | fyalök  | 38 | fyalek  | 48 | fyalîk  | 58 | fyalak  | 68 | fyalûk  | 78 | fyalok  | 88 | fyalük  | 98    | fyaluk  |
| 9  | xmal    | 19 | xmalik  | 29 | xmalök  | 39 | xmalek  | 49 | xmalîk  | 59 | xmalak  | 69 | xmalûk  | 79 | xmalok  | 89 | xmalük  | 99    | xmaluk  |
| 10 | mřal    | 20 | mřalik  | 30 | mřalök  | 40 | mřalek  | 50 | mřalîk  | 60 | mřalak  | 70 | mřalûk  | 80 | mřalok  | 90 | mřalük  | (100) | (ňal)   |

Au-delà de 100, les nombres s'expriment en puissances de 100, et non en puissances de 10 comme dans de nombreuses langues. Par exemple, 4 229 se dit « 42 centaines 29 », soit « ksalîk (ňial) xmalök » (ňial correspond à 100 au cas partitif, optionnel pour les nombres supérieurs à 199).
La racine de 100 est -ñ-. Les racines des puissances supérieures de 100 sont :
- -zm- pour 1002, soit 10 000 ;
- -pstw- pour 1004, soit 100 millions ;
- -čkh- pour 1008, soit 10 billiards (10 millions de milliards).

Un nombre tel que 727 903 533 460, c’est-à-dire {\displaystyle (72*100+79)*100^{4}+(3*100+53)*100^{2}+34*100+60}, s'exprime de la manière suivante, en prenant en compte certains marques de cas et un suffixe coordinatif : « ksalok (72) ňial (centaines) xmalokiň (79) apstwial (1004) ţkeul (3) ňial (centaines) ţkalakiň (53) zmual (1002) pxeulek (34) mřalûk (60) ».
Le 27 mars 2015, John Quijada a dévoilé une partie de l'ithkuil totalement dédiée aux mathématiques.

### Système d'écriture

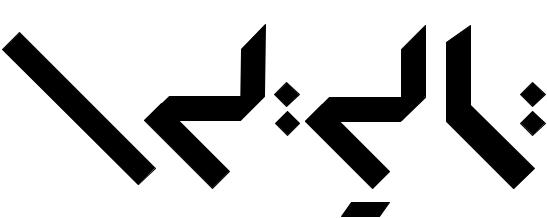
« Uipal Sam » (/uɪ̯pal sam/) : « c'est Sam »
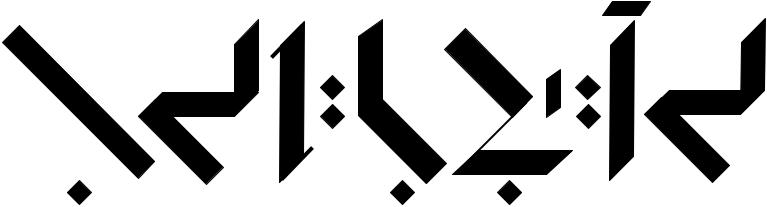
« Uipal Maia » (/uɪ̯pal maja/) : « c'est Maya »

Quijada a doté l'ithkuil d'un système d'écriture original qu'il remplace en juin 2007, reléguant le précédent à une place ornementale et/ou artistique. Cela a causé de grands changements dans la morphophonologie de la langue. Le système d'écriture ithkuil est un boustrophédon horizontal nommé içtaîl et qui n'est ni un alphabet, ni un syllabaire, ni logographique.

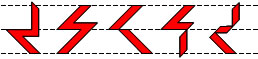
Glyphes de classe un.
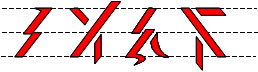
Glyphes de classe deux.
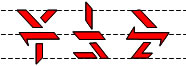
Glyphes de classe trois.
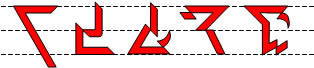
Glyphes de classe quatre.

Les glyphes ithkuils sont décomposés en quatre classes, dont deux pour l'aspect et le cas, et une dédiée aux consonnes (des séries additionnelles existent pour les chiffres, la translittération de mots non-ithkuil, et la ponctuation). La première classe a pour base le caractère ‹›. La deuxième classe a pour base le caractère ‹› représentant le cas ; ces caractères peuvent être retournés ou déformés, ou s'y voir ajouter des diacritiques aspectuels. En fonction du sens du caractère, les diacritiques ajoutés dans les coins exprimeront différentes catégories grammaticales.

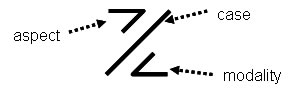
Données grammaticales pouvant être couvertes par le caractère de base de la seconde classe dans le sens normal.
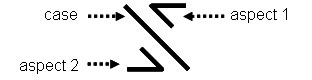
Données grammaticales pouvant être couvertes par le caractère de base de la seconde classe dans le sens inverse.

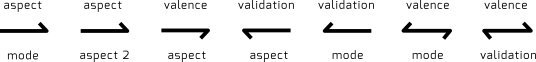
Les données grammaticales couvertes par les glyphes de troisième classe en fonction de leur forme.

Les caractères de troisième classe sont reconnaissables par la barre horizontale qui leur sert de base ; ses extrémités peuvent être modifiées pour couvrir certaines données grammaticales supplémentaires.
Enfin, les caractères de quatrième classe, qui sont placés après les caractères de toutes les autres classes dans un mot, servent à donner la racine du mot et à compléter les données grammaticales non encore couvertes par les autres caractères.

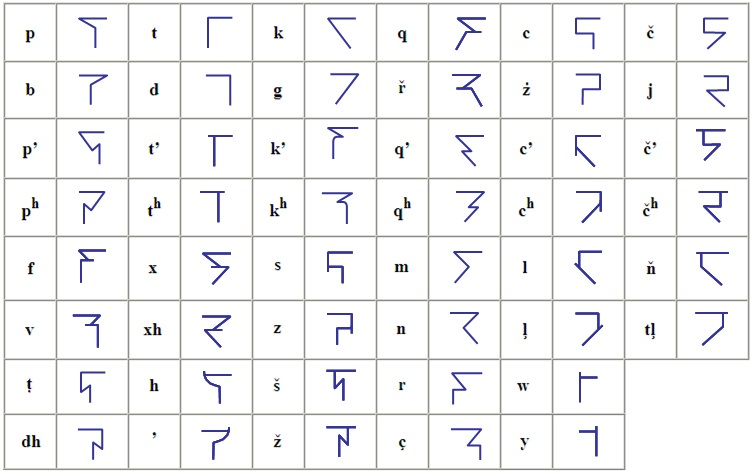
Les glyphes de quatrième classe.

## Histoire

### Jeunesse et études de Quijada
Né en 1959 à Los Angeles de parents mexico-américains, John Quijada étudie la linguistique à l'université de Californie avec l'ambition de devenir anthropologue en linguistique, mais n'en ressort qu'avec un baccalauréat universitaire, ne pouvant mener ses études à terme à cause notamment de sa situation financière,. Il travaille plus tard au Department of Motor Vehicles et étudie toujours la linguistique en autodidacte.
Sa langue maternelle est l'anglais, et il prétend avoir un niveau conversationnel en français, espagnol, italien, portugais et allemand ; il peut également lire le catalan et l'interlingua, sans toutefois pouvoir les parler.

### Influences

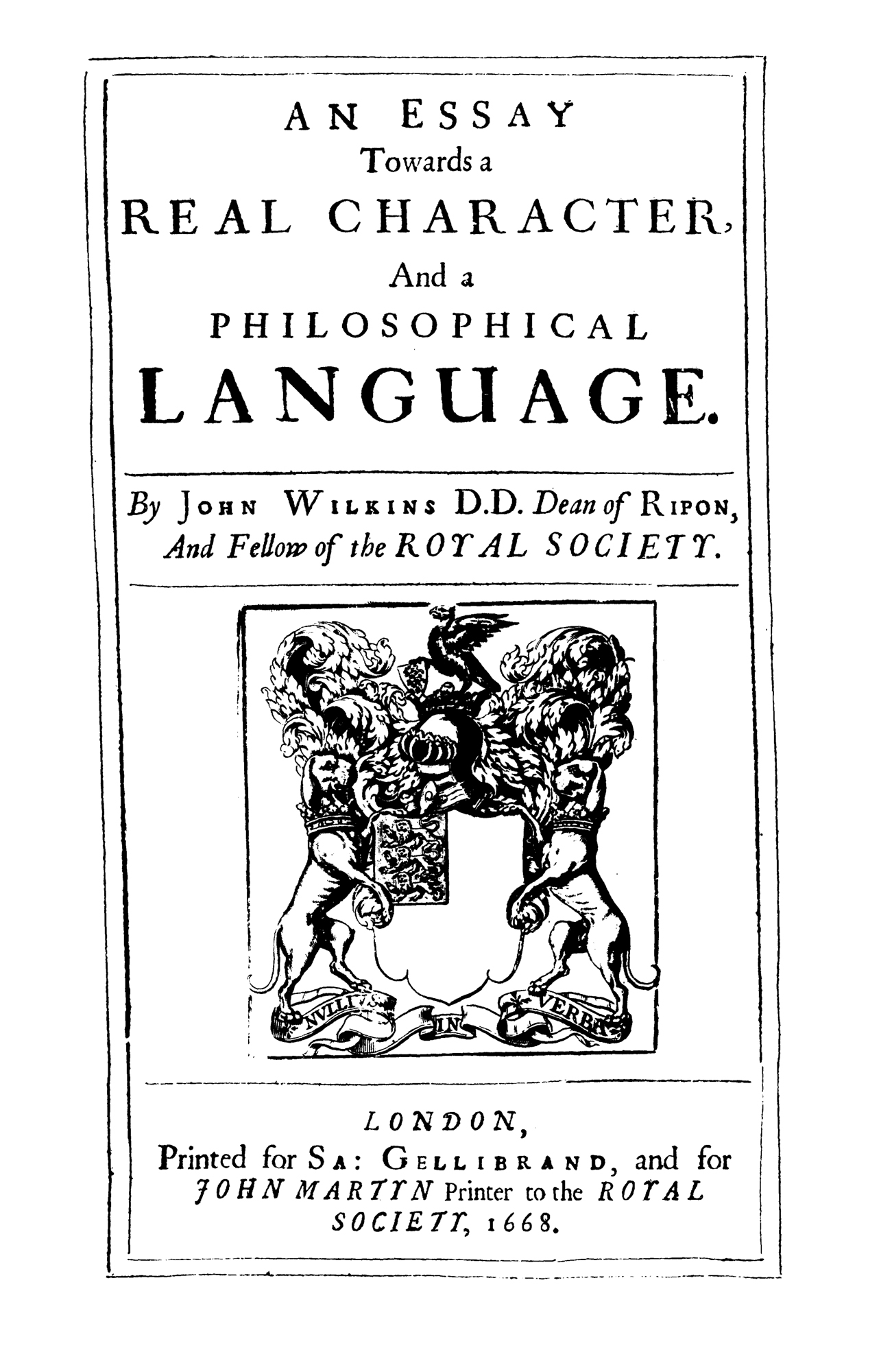
An Essay towards a Real Character and a Philosophical Language, publié par John Wilkins en 1668, dont s'est inspiré Quijada.

Pour la grammaire, Quijada déclare notamment s'être inspiré de la morphophonologie verbale de l'abkhaze, des modes grammaticaux de certaines langues amérindiennes, du système aspectuel des langues nigéro-congolaises, des déclinaisons nominales du basque et des langues nakho-daghestaniennes, des clitiques des langues wakashanes, des systèmes orientationnels du tzeltal et du guugu yimidhirr (qui utilisent les points cardinaux au lieu des directions relatives), de la racine sémitique triconsonantale, et des catégories possessives du láadan (lui-même une langue construite).
La vocation de la langue peut être rapprochée des travaux de Gottfried Wilhelm Leibniz (pour son idée d'appliquer les concepts mathématiques au langage), de Francis Bacon et son Novum organum, de René Descartes et de John Wilkins (qui publia An Essay towards a Real Character and a Philosophical Language (en) en 1668).
Le projet de Quijada est alimenté entre autres par ses études et ses lectures ; parmi les auteurs qui l'ont influencé, il cite Ronald Langacker, Gilles Fauconnier, Len Talmy, et Charles J. Fillmore (avec sa théorie de la grammaire des cas),.

### Genèse (avant 1978)
L'idée est venue à Quijada de créer l'ithkuil en découvrant l'espéranto et le kobaïen, ainsi qu'en pratiquant la cryptophasie avec son frère jumeau.
Alors étudiant en linguistique, Quijada se rend compte que « la plupart des langues sont inefficaces pour transmettre la pensée d'une façon qui soit précise et concise à la fois »,, et que « certaines langues sont subjectivement « meilleures » que d'autres dans la façon qu'elles ont de convoyer une chose précise ». Il ajoute que « l'idée [lui] est venue de créer une langue qui puisse combiner les particularités les plus efficaces et intéressantes des langues qui [lui] étaient familières »,.
L'ithkuil est aussi né de sa passion pour les langues et plus particulièrement pour les langues auxiliaires, qu'il a plus tard rapprochée de la création artistique en tant que justification première de son travail. Il cite le manifeste de l'idéolinguistique (Conlang Manifesto) de David J. Peterson pour répondre à la question de l'intérêt d'une telle langue construite ; le manifeste défend l'idéolinguistique au titre d'une activité qui n'est pas nuisible, dont l'inutilité ne diffère pas de celle de l'art en général, et qui peut aider à la compréhension du langage.

### Développement (1978 - 2004)
Quijada commence de travailler sur l'ithkuil en 1978, même si la langue n'a pas encore de nom ni de vocation précise.
Il qualifie de révélation la découverte, en 1980, du livre Metaphors We Live By, de George Lakoff et Mark Johnson ; il imagine alors que l'ithkuil pourrait « forcer » son locuteur à exprimer exactement sa pensée, de sorte que les inexactitudes n'auraient pas leur place ; cela marque le début d'un travail actif sur le projet de l'ithkuil,.
Quijada admet que son travail, qui s'est étendu sur plus de trois décennies, n'a pas été continu : il le qualifie de lent, compliqué et souvent frustrant. Il dit avoir abandonné le projet « au moins une douzaine de fois » (parfois pendant plusieurs mois) jusqu'en 1996, année de sa découverte des linguistes Gilles Fauconnier et Len Talmy dont la lecture lui permit de finaliser la grammaire.
En 1997, il découvre qu'Internet recèle des communautés d'idéolinguistique ; c'est son premier pas parmi ses pairs.

### Essor (années 2000)
En avril 2004, Quijada publie une monographie de l'ithkuil en 160 000 mots, sous la forme du site ithkuil.net.
La même année, la langue apparaît pour la première fois dans la presse par le biais du périodique russe de vulgarisation scientifique Computerra. La mise en ligne du court article provoque une vague d'engouement pour l'ithkuil, qui acquiert de ce fait une certaine réputation en Russie ; des forums émergent et le site est même traduit en russe,.
En 2008, David J. Peterson octroie à l'ithkuil le « smiley award » de l'année, reconnaissant la conviction et la complétude de la langue. Ce créateur de langues la mentionne également dans son ouvrage The Art of Language Invention parmi les meilleures langues construites à son avis.

### Réforme de l'ithkuil: l'ilaksh (2007 - 2009)
Dans la version originale de la langue, certains sons, quoique figurant dans certaines langues naturelles, étaient extrêmement rares, tels que /q͡χʼ/ (une consonne affriquée uvulaire éjective sourde qu'on trouvait en oubykh),. Après avoir reçu des critiques sur l'imprononçabilité de l'ithkuil, Quijada décide de lui apporter de grands changements, qu'il publie en juin 2007 sous le nom d'ilaksh. Toutefois, en 2009, il réintègre les éléments pertinents de l'ilaksh dans l'ithkuil, trouvant que la réforme est trop contraignante, et que la fusion des deux versions permet de conserver la concision en augmentant l'euphonie.

### Association à la psychonétique (2010 - 2011)
Début 2010, Quijada reçoit un e-mail d'Oleg Bakhtiyarov, qui se présente comme l'initiateur d'un mouvement philosophique appelé « psychonétique » et l'invite à une conférence intitulé « Technologie créative : Perspectives et moyens de développement » devant se tenir en juillet à Elista, capitale de Kalmoukie. Bakhtiyarov lui écrit que « de [leur] point de vue, la création de l'ithkuil est un des aspects basiques du développement de la pensée créative »,.
Quijada se rend également à une telle conférence en mai 2011, à Kiev. On lui explique que la psychonétique cherche à atteindre les niveaux d'intuition humaine les plus profonds, et que l'ithkuil est un moyen prometteur d'y parvenir. Lui et le journaliste Joshua Foer, qui l'accompagne, découvrent sur place que la conférence est un rassemblement ambigu de personnalités politiques associées à l'extrême droite et au terrorisme, sans définition scientifique de leur recherche, et que l'intérêt que les psychonéticiens portent à l'ithkuil tient d'une utopie politique visant à réformer l'esprit humain afin d'établir un état politique nouveau. De retour aux États-Unis, Quijada exprime par une lettre à Bakhtiyarov sa dissociation du mouvement psychonétique.

### Après 2011
En 2015, Quijada met en ligne une « sous-langue » dédiée aux mathématiques.
Depuis 2016, il alimente une chaîne YouTube avec des chansons écrites par lui en ithkuil, dont le design est créé par son frère jumeau, et chantées par David J. Peterson ; la cinquième chanson du collectif, appelé « Kaduatán » (« Les Voyageurs » en ithkuil) est mise en ligne le 22 juillet 2018.

## Analyse

### Vocation
La vocation de la langue est de maximaliser la logique, l'efficacité, le détail et la justesse de l'expression cognitive, tout en minimisant son ambiguïté, son imprécision, ses redondances, son caractère arbitraire et la polysémie,, ce qui a notamment pour effet d'éliminer les métaphores. La langue allie ainsi deux aspects apparemment contradictoires, la concision et la précision, de manière que n'importe quelle pensée humaine puisse être exprimée en ithkuil avec le minimum de syllabes. Mais c'est aussi la raison de sa grande complexité phonologique et morphologique, puisque cela force le locuteur à s'assurer que son expression est aussi précise que la langue le requiert. En effet, si chaque fonctionnalité offerte par l'ithkuil est facultative, il est obligatoire d'employer toute fonctionnalité qui soit nécessaire pour exprimer précisément la teneur du discours,,.
La manière dont l'ithkuil fonctionne ne pourrait pas venir au jour naturellement, à tout le moins sans un effort intellectuel conscient. L'ithkuil est une langue philosophique dont l'usage n'est que théorique ; elle n'est pas conçue pour être utilisable au quotidien, ni ne prétend accomplir totalement sa vocation,.
Le but poursuivi par l'ithkuil est entre autres d'éprouver l'observation faite par la linguistique cognitive dans les années 1980 que les langues naturelles sont loin d'atteindre le niveau de cognition humain potentiel ; l'ithkuil prétend donc pousser la cognition par le langage plus loin, ou tout du moins plus « profondément ».
L'article du périodique Computerra qui donna sa réputation à l'ithkuil s'intitule « скорость мысли », soit « la vitesse de la pensée », car l'auteur prétend que maîtriser l'ithkuil peut permettre de penser quatre à cinq fois plus vite. C'est une idée reçue que Quijada dément lui-même en expliquant que la langue peut servir à penser plus profondément, de manière plus critique et analytique, mais pas plus rapidement.
Quijada déclare que « les langues naturelles sont adéquates, mais cela ne veut pas dire qu'elles sont optimales », et « avoir réalisé que chaque langue prise individuellement fait au moins une chose mieux que n'importe quelle autre langue »,. L'ithkuil répond par là même à cet aphorisme de Quijada : « et s'il existait une langue qui combinait à elle seule toutes les meilleures particularités de toutes les langues du monde ? »,.

### Apprentissage
Du fait de sa très grande complexité, l'ithkuil ne compte aucun locuteur ; l'article du périodique Computerra prétend que Quijada seul le maîtrise, mais il admet lui-même n'avoir jamais mémorisé le lexique, et ne pas pouvoir construire une phrase sans vérifier les règles, malgré une bonne maîtrise de la morphologie et du système d'écriture.
La langue n'est pas conçue pour être utilisable dans la vie courante ni pour fonctionner telle une langue naturelle. En revanche, Quijada est capable de la prononcer parfaitement malgré l'énorme diversité de ses phonèmes.
Pour David J. Peterson, l'apprentissage de la langue est théoriquement possible, au-delà des difficultés que cela représente et des conséquences que l'apprentissage implique (voir ci-dessous).

### Critiques
Pour Jean Albrespit, la tentative pour créer une langue dénuée de toute ambiguïté est « vouée à l'échec », car « l'ambigüité et la polysémie sont justement au cœur de la langue ». Plus précisément, l'ithkuil est critiqué sur le fait que le locuteur est forcé à penser à ce qu'il dit, a contrario des langues naturelles qui permettent une expression spontanée, si inadéquate,. Quoique l'idée d'exprimer quelque chose avec une absolue précision soit séduisante, elle nécessite avant tout d'être conscient des ambiguïtés possibles, qui sont levées en continu par le contexte et le bon sens dans les langues naturelles. Or les locuteurs sont souvent incapables d'estimer le degré d'illogisme, de polysémie et d’ambiguïté de leur propre langue. Thomas O. Beebee estime ainsi que l'ithkuil, comme les autres langues construites qui veulent rationaliser le langage, oublie la sémantique. Il compare cette langue à l'intelligence artificielle, qui cherche à réduire la conscience à un matériau de base qui peut être exprimé à travers la grammaire.
Bien qu'il ne soit pas destiné à un usage quotidien, l'ithkuil prend pour repère un idéal, et part du principe qu'il existe un « réel » qu'une langue peut atteindre si elle est conçue à cette fin.
David J. Peterson et plusieurs autres analystes considèrent que la langue ithkuil, si elle était parlée, serait exagérément vulnérable à la simplification et cesserait très rapidement de remplir sa vocation initiale ; la spécificité serait perdue, des irrégularités, des métaphores et un phénomène de polysémie verraient le jour ; le système phonologique s'éroderait et la grammaire se simplifierait, tout cela beaucoup plus vite que dans une langue naturelle,. C'est pour cela que l'ithkuil est, de fait, condamné à demeurer une langue théorique,, que Quijada destine de préférence à des débats où l'exactitude et la clarté seraient de mise, comme la politique, la science ou la philosophie, et qu'il la considère comme un moyen d'explorer ce que le langage humain pourrait être.
La phonologie de l'ithkuil est aussi particulièrement visée, car la diversité de ses phonèmes le rend vulnérable aux erreurs de prononciation ou d'écoute, quoique Quijada argue que de nombreuses langues naturelles sont plus diversifiées que l'ithkuil dans leur inventaire phonologique, comme les langues caucasiennes.
Pour Claire Placial, maître de conférences à l'Université de Lorraine, l'association de l'ithkuil à l'extrême-droite s'explique par la propension de l'un comme l'autre à limiter la diversité d'expression, et par là même d'opinions.

### Comparaison avec d'autres langues
L'article de Computerra est à l'origine de l'association de l'ithkuil avec le speedtalk créé par Robert A. Heinlein, puisque les deux langues ont pour point commun de complexifier la forme de la communication pour l'optimiser ; toutefois, Quijada conteste cette ressemblance, du fait que le speedtalk n'a pour objectif que la brièveté morphophonologique, tandis que cette dernière n'est en ithkuil qu'un effet secondaire de sa vocation première,,.
L'ithkuil n'est pas comparable aux langues construites à vocation internationaliste comme l'espéranto, l'ido ou l'interlingua, qui sont conçues pour leur régularité et leur simplicité d'apprentissage.
L'article de Computerra explique que l'ithkuil pourrait être une application particulièrement convaincante de l'hypothèse de Sapir-Whorf (qui soutient que la façon dont on perçoit le monde dépend du langage) et mentionne différentes langues construites qui en démontrent l'application, comme la novlangue, le toki pona ou le lojban. L'ithkuil est parfois qualifié d'anti-toki pona. Toutefois, à la différence de la plupart des langues auxiliaires, il ne simplifie pas la langue pour faciliter l'expression ; son optimisation a au contraire pour corollaire sa complexification.

## Exemples

### Ithkuil actuel

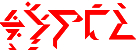
La phrase ci-contre dans le système d'écriture ithkuil.

Le mot « iţkuîl » (/ˈɪθ.kʊ.il/) est basé sur la racine « KL » exprimant la parole, qui prend le sens de « acte de parole hypothétique » avec l'infixe « -uî- » ; le préfixe « ţ- » exprime la composition et « i- » la coopération des éléments au sein de la composition, de sorte qu'une traduction précise de « iţkuîl » serait « composition d'actes de parole hypothétiques synergétiques ».
La phrase suivante a été conçue par Quijada pour montrer comment l'ikhtuil pouvait concilier précision et concision : « tram-mļöi hhâsmařpţuktôx » (/tramm̩ɬœɪ̯ h̪͆ɑsmaʁpθʊkto:x/) peut être traduit par « au contraire, je pense qu'il s'avérera que cette chaîne de montagne rugueuse s'amenuisera à partir d'un moment ».
L'ithkuil peut exprimer des concepts complexes en un seul adjectif ; ainsi « oicaštik’ » (ɔɪ̯t͡saʃtɪkʼ) désigne-t-il la « caractéristique d'un composant unique au sein de l'amalgamation synergétique des choses ». La souplesse de la langue est également très importante ; Quijada est capable de créer rapidement un mot applicable à un concept précis pour lequel aucune langue naturelle n'a de terme, comme « ašţal » (/aʃθal/), qu'il a créé pour qualifier « le moment de perplexité accompagné du geste de se frotter le menton et de froncer les sourcils lorsqu'une idée nouvelle est exprimée qui ouvre des possibilités jamais encore considérées ».
Lors de la conférence en Kalmoukie, Quijada est amené à décrire le Nu descendant un escalier de Marcel Duchamp en ithkuil, et crée pour l'occasion la phrase suivante :

« 
Aukkras êqutta ogvëuļa tnou’elkwa pal-lši augwaikštülnàmbu.
/aʊ̯kːras eːqʊtːa ɔgvəʊ̯ɬa tⁿɔʊ̯ʔɛlkwa pall̩ʃi aʊ̯gwaɪ̯kʃtʉlˈnambu/ »

« Une représentation imaginaire d'une femme nue en train de descendre les marches d'un escalier par séries de mouvements ambulatoires corporels étroitement intégrés qui se combinent sous la forme d'un sillage tridimensionnel derrière elle, faisant émerger un tout intemporel qui doit être considéré intellectuellement, émotionnellement et esthétiquement. »

Enfin, Quijada a défini en ithkuil ce que lui évoquait l'aventure qu'il a vécue par le biais de sa création :

« Eipkalindhöll te uvölîlpa ípçatörza üxt rî’ekçuöbös abzeikhouxhtoù eqarpaň dhai’eickòbüm öt eužmackûnáň xhai’ékc’oxtîmmalt te qhoec îtyatuithaň.
/ɛɪ̯pkalɪnðœlː te uvœliːlpa ˈɪpçatœrza ʉxt riːʔekçuœbœs abzɛɪ̯kʰɔʊ̯χˈtɔʊ̯ ɛqarpaŋ ðaɪ̯ʔɛɪ̯t͡sˈkɔbʉm œt eʊ̯ʒmat͡su:ˈnaŋ χaɪ̯ˈʔɛkt͡sʼʔoxtiːmːalt te qʰoɛt͡s iːtjatuɪ̯tʰaŋ/ »

« J'ai eu le privilège d'avoir vécu une expérience rare, d'avoir été envoyé par ce que je considérais comme un hobby dans des pays lointains où l'on rencontre de nouvelles idées, de nouvelles cultures et de nouveaux peuples, généreux par leur hospitalité et leur respect, m'ayant conduit à une humble introspection et à considérer nouvellement l'esprit humain et les merveilles du monde. »

L'accent tonique n'est marqué à l'écrit que s'il est distinctif, de même que les tons. Cette traduction du Notre Père les marque (avec les signes ‹¯› et ‹^›), permettant leur transcription phonétique.
| Ithkuil | Français | Phonétique |
| --- | --- | --- |
| Ömmële têhwei elthâ'àlôs în-n imnadh kô adal Îl-lm ¯euč’ane tehwei driocaipšé kû Ôbartöák în-n ¯aipšalu Swâ’ál elthâ'àlöňňôs ř uigrawulakkönurň Iekčawelöň okhühwei îvyoerduap ^uhékčeöt no. uibawetâmziúrön uilthalaiňqàrzönöň tehwei | Notre Père, qui es aux cieux, que ton nom soit sanctifié, que ton règne vienne, que ta volonté soit faite sur la terre comme au ciel. Donne-nous aujourd’hui notre pain de ce jour. Pardonne-nous nos offenses, comme nous pardonnons aussi à ceux qui nous ont offensés. Et ne nous laisse pas entrer en tentation mais délivre-nous du Mal. | œmːəle teːʍɛɪ̯ ɛltʰɑˈʔaloːs iːnn̩ imnað koː adal iːll̩m ɛ́ʊ̯́t͡ʃʼane teːʍɛɪ̯ driot͡saɪ̯pˈʃe kuː oːbartœˈak iːnn̩ áɪ̯́pʃalu swɑˈʔal eltʰɑˈʔalœŋːoːs ʁ ʊɪ̯grawulkːœnurŋ iɛkt͡ʃawɛlœŋ okʰʉʍɛɪ̯ iːvjoɛrduap ʊ᷈ˈhɛkt͡ʃeœt no ʊɪ̯bawɛtɑmziˈurœn ʊɪ̯ltʰalaɪ̯ŋˈqarzœnœŋ tɛʍɛɪ̯ |

### Anciennes versions
Il a existé trois versions de l'ithkuil : la version originale de 1978 à 2007, puis l'ilaksh de 2007 à 2009 résultant d'une grande simplification phonologique, et enfin l'ithkuil de 2009 (mis en ligne en 2011) qui renoue avec une phonologie plus complexe et qui consiste en la fusion de l'ithkuil original et de l'ilaksh. La refonte de 2009 n'a pas été aussi publicisée ni renommée, mais le magazine Computerra a consacré un nouvel article à l'ithkuil à cette occasion.
La phrase suivante est en ancien ithkuil.

« Pull\ uíqišx ma’wałg eřyaufënienˉ päţwïç auxë’yaļt xne’wïļta’şui tua kit ölla/ yaqazmuiv li’yïrzişka’ p’amm/ aìlo’wëčča šu’yehtaş
/ˈpʊ̃lː ʊˈɪ́qɪ̀ʃx ˈmáʔwàʟɡ ɛʁjɑʊfɤˈnɪ́ɛ́n ˈpǽθwɯ̀ç aʊˈxɤ́ʔjàɬt xnɛʔwiɬˈtáʔʂʊɪ̀ tʊ́à kɪ̂t œlˈːǎ jaˈqázmʊɪ̀v lɪʔjɯɾˈzɪ́ʂkàʔ pʼǎmː aɪlɔˈwɤ́tʃːà ʃʊʔˈjɛ́htàʂ/ »

« Tandis que notre véhicule quitte le sol et plonge par-dessus le bord de la falaise vers le fond de la vallée, je me demande s'il est possible qu'on m'accuse d'un acte moralement répréhensible, ayant échoué à maintenir une trajectoire correcte le long de la route. »

Les voyelles réduites /ɪ ʊ/ deviennent [i u] devant une autre voyelle ou à la fin d'un mot, et les voyelles /ɛ ɔ/ deviennent [e o] devant une autre voyelle, sauf /ɪ ʊ/.
L'ancien ithkuil comportait les 17 voyelles suivantes:
| Point d'articulation → Aperture ↓ | Antérieur | Antérieur | Central | Postérieur | Postérieur |
| Point d'articulation → Aperture ↓ | Normal    | Réduit    | Central | Réduit     | Normal     |
| --------------------------------- | --------- | --------- | ------- | ---------- | ---------- |
| Fermée                            | /i y/     |           | /ʉ/     |            | /ɯ u/      |
| Pré-fermée                        |           | /ɪ/       |         | /ʊ/        |            |
| Mi-fermée                         | /e ø/     |           |         |            | /ɤ o/      |
| Mi-ouverte                        | /ɛ œ/     |           |         |            | /ɔ/        |
| Pré-ouverte                       | /æ/       |           |         |            |            |
| Ouverte                           |           |           | /ä/     |            | /ɑ/        |

La transformation du système vocalique a consisté en ceci : 
- l'opposition rétracté/arrondi a été supprimée pour les voyelles antérieures et postérieures de l'aperture la plus réduite (ce qui fait 2 phonèmes en moins) ;
- l'opposition rétracté/arrondi a été supprimée pour les voyelles mi-fermées et mi-ouvertes (3 phonèmes en moins) ;
- suppression de l'aperture pré-ouverte (représentée par /æ/) (1 phonème en moins), remplacée par l'aperture moyenne avec deux phonèmes : un antérieur (/ø̞/) et un central, le schwa /ə/ .

Au total, six phonèmes vocaliques ont été supprimés et deux ajoutés, ce qui fait porte bien le compte à 17-4=13 voyelles dans le système actuel.

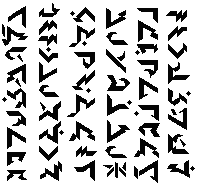
Le texte ci-contre dans le système d'écriture ithkuil.

De plus, l'ithkuil original possédait les 24 diphtongues suivantes, toutes descendantes : /ai̯, æi̯, ei̯, ɤi̯, øi̯, oi̯, ʊi̯, au̯, æu̯, eu̯, ɤu̯, ɪu̯, ou̯, øu̯, aɯ̯, eɯ̯, ɤɯ̯, ʊɯ̯, oɯ̯, ɪɯ̯, æɯ̯, øɯ̯, ʉɯ̯, ae̯/.

### Citations originales
1. ↑  « […] I came to realize how inefficiently most languages function in terms of conveying thought in both a precise and a concise manner ».
2. ↑  « the idea came to me that I might try to create a language which “combined” the most efficient and interesting features of all the languages I was familiar with ».
3. ↑  « From our viewpoint, creation of the Ithkuil language is one of the basic aspects for development of creative thinking ».
4. ↑  « Natural languages are adequate, but that doesn’t mean they’re optimal. ».
5. ↑  « I had this realization that every individual language does at least one thing better than every other language. ».
6. ↑  « What if there were one single language that combined the coolest features from all the world’s languages? ».
7. ↑  As our vehicle leaves the ground and plunges over the edge of the cliff toward the valley floor, I ponder whether it is possible that one might allege I am guilty of an act of moral failure, having failed to maintain a proper course along the roadway